# لاکهید مارتین استالکر
لاکهید مارتین استالکر (به انگلیسی: Lockheed Martin Stalker) یک هواگرد ساختِ کارخانهٔ لاکهید مارتین در کشور ایالات متحده آمریکا است. نخستین استفاده‌کنندهٔ این هواگرد ستاد فرماندهی عملیات ویژه ایالات متحده آمریکا بوده‌است. این هواگرد برای نخستین بار در ۲۰۰۶ میلادی مورد استفاده قرار گرفت.